# Omega (компания)
Omega (Оме́га) — швейцарская часовая компания, выпускающая наручные часы под торговой маркой Omega.

## История
Компания была основана в 1848 году в швейцарском городе Ла Шо-де-Фон, как мастерская по сборке часов. Создателем стал 23-летний Луи Брандт, который всю зиму собирал карманные часы из поставляемых местными ремесленниками запчастей. Затем, когда наступала весна, он отправлялся в путешествие по Европе, чтобы продать изготовленную продукцию.
После смерти Луи в 1879, его сыновья, Луи-Поль и Сезар, превратили мастерскую по сборке часов в часовую фабрику, благодаря чему все детали механизма и сборка стали производиться в одном месте. В 1880 году братья переводят производство в город Биль. В 1894 году был создан калибр 19 линий, который был назван OMEGA по названию последней буквы греческого алфавита. Впоследствии, братья Брандт решили переименовать компанию, которая изначально называлась «Louis Brandt & Fills».
В 1903 году братья умирают. К этому моменту часовая компания стала одной из крупнейших в Швейцарии, производя 240 000 часов в год и имея штат сотрудников 800 человек. Наследниками стали четверо сыновей, старшему из которых, Полю-Эмилю, едва исполнилось 23 года. Но именно он оказал огромное влияние на развитие компании в последующие 50 лет. Экономический кризис после окончания Первой мировой войны привёл его к решению о заключении союза с другой часовой фабрикой — Tissot, вместе с которой они создают корпорацию «Societe Suisse pour l’Industrie Horlogere S.A.» (SSIH).
Под руководством Поль-Эмиля, а начиная с 1955 года — уже под руководством Джозефа Райзера компания SSIH Group продолжает свой рост, присоединив ещё около пятидесяти компаний. В 70-х годах она считается[кто?] лидером в Швейцарии по производству готовых часов.
Во время кризиса 1975—1980 годов компания находится на грани банкротства. В этот период японская часовая компания Seiko начинает прилагать усилия по приобретению компании Omega. Выкупа активов удалось избежать благодаря внесению залога.
Такая же судьба постигла годом раньше другого гиганта — компанию Allgemeine Schweizerische Uhrenindustrie AG (ASUAG), которая занималась производством незавершённых механизмов для других фабрик, а также была владельцем компаний Rado и Longines.
В 1983 году, для преодоления финансового кризиса, SSIH Group объединяется с Allgemeine Schweizerische Uhrenindustrie AG (ASUAG) для создания холдинга ASUAG-SSIH. С 1985 года холдингом управляют частные инвесторы под руководством Николаса Хайека, который незамедлительно переименовывает его в SMH (Société suisse de Microélectronique et d’Horlogerie), а с 1998 года, присоединив такие марки как Blancpain и Breguet, меняет название на Swatch Group Ltd..
В 2017 году Omega впервые использовал в качестве торговой площадки для онлайн-продаж приложение социальной сети. Покупателям была предложена ограниченная партия моделей «Speedy Tuesday» из серии «Speedmaster». Все они при цене 5800 швейцарских франков за штуку были раскуплены за 4 часа 15 минут и 43 секунды, обеспечив компании оборот в 11,7 миллионов швейцарских франков.
В феврале 2018 года в честь Олимпийских игр в Пхенчхане, компанией Omega была представлена новая коллекция Seamaster Olympic Games Gold. Она была создана в честь трех медалей, которыми награждают победителей и призеров Олимпиад.

## Достижения
В 1909 году Omega впервые выступила в роли официального хронометриста на соревнованиях по гонкам на воздушных шарах в Цюрихе. На Летних Олимпийских играх 1932 года Omega стала первой в истории компанией, которая осуществляла хронометраж всех спортивных дисциплин. В дальнейшем Omega выступала официальным хронометристом на Олимпийских играх более 20 раз.
В 1952 году Omega создала первый в мире кварцевый электронный хронограф, позволяющий фиксировать время с точностью до тысячной доли секунды.[значимость факта?]
Omega является спонсором крупнейших гольф-турниров, ежегодно инвестируя в их проведение миллионы долларов (на 2007 год – $6 млн в год). Среди них Кубки мира и OMEGA European Masters в Кран-Монтане. Лицом компании от этого вида спорта является Рори Макилрой.

### В космосе
В 1965 году часы Omega были подвергнуты NASA испытаниям в условиях невесомости, под действием сильнейшего магнитного поля, а также воздействию температур от −18 до +93 градусов Цельсия, и в результате Omega Speedmaster смогли выдержать испытания и были выбраны для программы Аполлон.[значимость факта?]
20 июля 1969 год — часы Omega Speedmaster оказались на Луне на руке космонавта Базза Олдрина (причём Нил Армстронг оставляет свой Speedmaster в лунном модуле «Eagle»).
Speedmaster стал единственной моделью, сертифицированной NASA для космических полётов. Она же была выбрана российской космической корпорацией НПО Энергия для работы в космосе и находилась на руке Алексея Леонова в момент стыковки Союз-Аполлон.[значимость факта?]
В 1970 году Omega получает престижную премию Snoopy Award за огромную роль по спасению экипажа Аполлон-13 — в то время как на корабле вышла из строя вся электроника, хронограф Omega Speedmaster служил для расчёта с точностью до доли секунды времени безопасного возвращения в атмосферу Земли.[значимость факта?]
На руке первого космического туриста Денниса Тито также был наручный хронограф Omega Speedmaster X-33.[значимость факта?]

### Под водой
Ещё в 1932 Omega произвела сенсацию, выпустив часы «Marine» с водонепроницаемостью до 135 метров. В 1957 году появились часы Seamaster 300 с водонепроницаемостью до 300 метров, а затем в 1970 году сверхгерметичные часы Seamaster 600 с водонепроницаемостью до 600 метров, которые были использованы капитаном Кусто для исследования физического и психического состояния человека на глубине 500 метров.[значимость факта?]
Через пять лет выходит новая модель — Seamaster 1000, которая проходила испытания на борту подлодки American Rockwell Beaver.[значимость факта?]
23 ноября 1976 французский водолаз Жак Майоль совершил своё погружение без акваланга на глубину 101 м у берегов острова Эльба, и на руке у него были также часы Omega Seamaster.[значимость факта?]
Часы Seamaster покоряли глубины океана в 1988 году на борту подводного судна «Наутилус», погрузившись на 4400 м, а также присутствовали при установлении мирового рекорда по погружению в пресной воде — в 1993 году французский ныряльщик Ролан Спекер погрузился в воды Невшательского озера на глубину 80 м.[значимость факта?]

### В кинематографе
В 1995 году Пирс Броснан в роли Джеймса Бонда надел часы Omega Seamaster Quartz Professional в фильме «Золотой глаз». В последующих фильмах на герое были часы Omega Seamaster Professional Chronometer. До этого года Джеймс Бонд носил часы Rolex, Seiko и Pulsar.[значимость факта?]
В 2002 году — к 40-летию со дня выхода первого фильма о Бонде — Omega выпустила ограниченный тираж памятной модели Omega Seamaster Professional Chronometer, которую отличали от обычной модели логотипы «007» на циферблате, задней крышке и замке браслета.[значимость факта?]
Современный Джеймс Бонд — Дэниел Крейг — также носит Omega Seamaster в фильме «Казино „Рояль“». К выходу фильма Omega подготовила специальную модель часов, аналогичные тем, которые Крейг носит в фильме, но с маленьким оранжевым логотипом 007 на секундной стрелке.[значимость факта?]
В 22-м фильме про Бонда на руке Дэниела Крейга появляются часы Omega Seamaster Professional Planet Ocean 600 m со стальным браслетом (в предыдущем фильме эти часы можно было видеть лишь в начале, да и то на каучуковом ремешке). В ознаменование выхода нового фильма компания выпустила посвященную ему серию часов в количестве 5007 штук. Серию отличает надпись с обратной стороны стекла «Quantum of Solace» и гравировка с обратной стороны «007», а также указание номера часов.[значимость факта?]

## Награды
- 1900 — карманные часы «Греческий храм» получают Гран-при Всемирной выставки в Париже[значимость факта?]
- 1906 — коллекция Art Nouveau завоёвывает Гран-при Всемирной выставки в Милане[значимость факта?]
- 1936 — часы Omega побеждают на конкурсе точности в Кью-Теддингтоне, набрав 97,8 очков из 100 (этот рекорд до сих пор не побит).[значимость факта?]

Кроме того, часы Omega одержали ещё 92 победы в конкурсах на точность хода, организованных обсерваториями в Нёвшателе, Женеве и Кью-Теддингтоне. Так же было установлено 72 мировых рекорда точности.[значимость факта?]